# Seminario de Valderas
Seminario ubicado en la villa de Valderas, en España. Fue fundado e inaugurado el 21 de septiembre de 1738 por el obispo (hijo de la villa) fray Mateo Panduro y Villafañe, carmelita calzado, catedrático de la Universidad de Salamanca y obispo de Popayán (Colombia). Es un gran edificio concebido para la crianza y mejor educación de los hijos de ese pueblo…, según palabras del propio fray Mateo.

## Historia

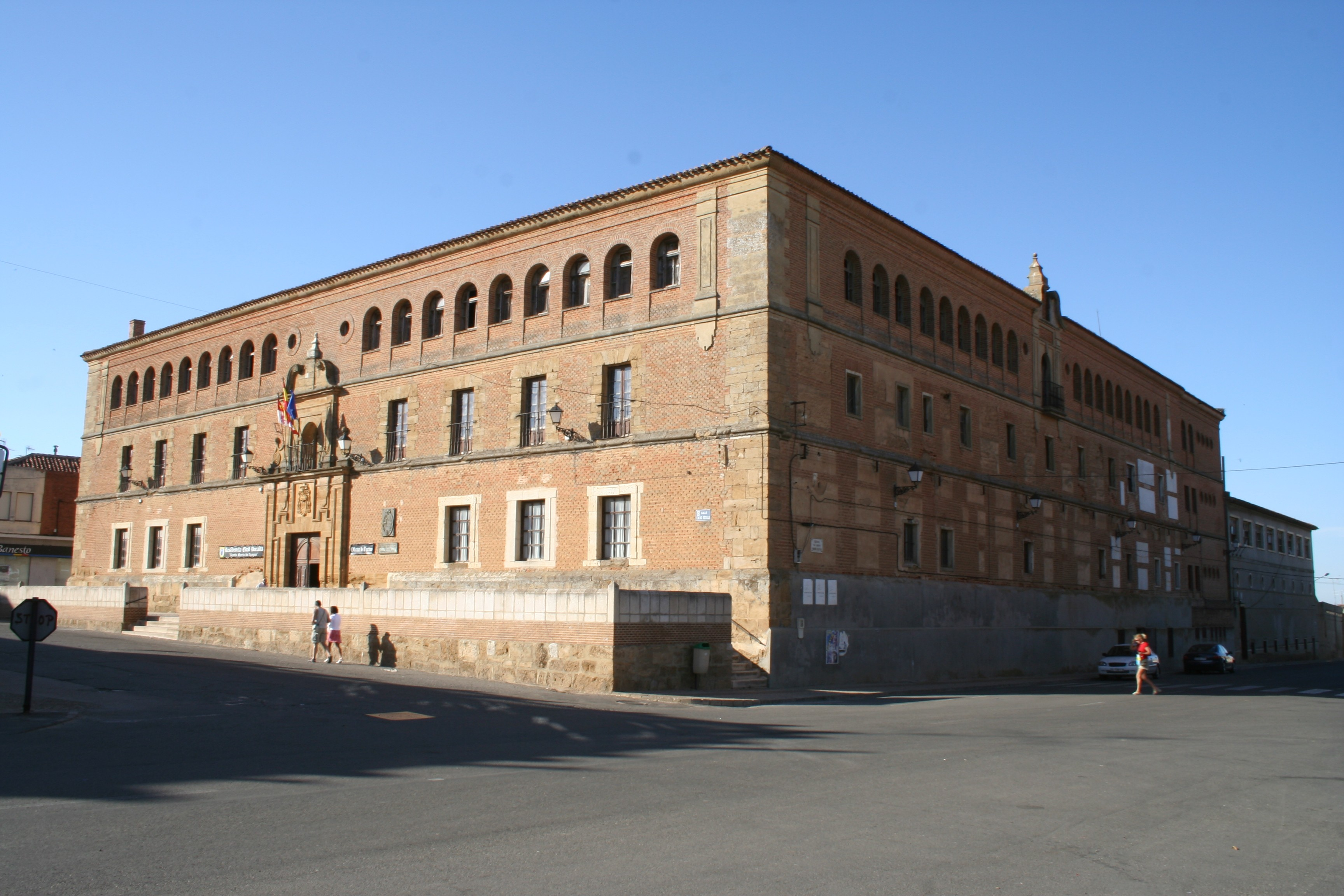
Edificio del Seminario.

El seminario fue fundado el 21 de septiembre de 1738 y un siglo después  fue erigido en seminario conciliar por Real Cédula de Fernando VII. La instrucción fue agregada a la Universidad de Valladolid para los grados e incorporación de cursos académicos y en el siglo XIX se agregó a la Universidad de Oviedo y se convirtió en patronato particular bajo la autoridad del poseedor del mayorazgo de Viloria de Órbigo que compartía el patronazgo con el cura de la parroquia de san Claudio de Valderas. En el siglo XX dependía del obispado de León.
La institución tenía vicerrector y maestros para desempeñar las cátedras de teología dogmática, historia eclesiástica, moral, religión, filosofía, matemáticas, gramática latina y humanidades, más un maestro de educación primaria. Ofrecía 12 becas de gracia: 2 para los parientes del fundador (previa prueba de parentesco), 2 de oposición entre los naturales de la villa, (en igualdad de condiciones se elegían los más pobres y los pilongos de la parroquia de san Claudio), 8 de oposición entre los naturales del obispado de León. Las oposiciones se hacían ante el rector y catedráticos del seminario.
Desde el principio fue gobernado por los padres carmelitas calzados. Funcionó siempre con un gran número de alumnos provenientes de toda la comarca, hasta el año 1952 en que el obispo de León Luis Almarcha vendió la institución a los carmelitas descalzos que instalaron en el edificio un colegio-aspirantado bajo la dirección del padre Albano García, historiador y cronista de la villa de Valderas.
En 1970 se cerró el colegio por traslado del seminario de los carmelitas descalzos a un colegio nuevo en Armunia, cerca de León, comprando el edificio en 1974 el Ayuntamiento. En 1978 empezaron las obras de rehabilitación, con poca fortuna según los críticos, pues se destruyó gran parte de la obra arquitectónica sin llegar a establecer un uso posterior. En la actualidad está ocupado por el Hogar del Pensionista, una residencia, una biblioteca municipal y la Oficina de Turismo.

## El edificio
Está formado por un gran recuadro que ocupa toda una manzana. Construido sobre un zócalo de piedra de sillería y el resto en ladrillo y tierra prensada. Se conservan las fachadas principal y laterales, de estilo postherreriano del siglo XVIII. En la fachada principal se abre la puerta por encima de la cual hay una balconada cuyos laterales están adornados con roleos barrocos, y por encima, un frontón partido. El resto de los vanos son ventanas rectangulares dispuestas regularmente.
En 1940 se alzó un tercer piso también en ladrillo. Tiene en su interior un patio o claustro bajo con arcadas de medio punto.